# Светослав Чочков
 Светослав Петров Чочков е български офицер, поручик.

## Биография
Светослав Чочков е роден на 16 февруари 1896 година във Велес, тогава в Османската империя, днес в Северна Македония. Завършва с последния двадесет и седми випуск Солунската българска мъжка гимназия през 1913 година.
Завършва Военното училище в София през 1915 година и участва в Първата световна война като поручик, взводен командир в Седми артилерийски полк. Умира през септември 1918 година. За бойни отличия и заслуги във войната е награден с ордени „За храброст“, IV степен и „Свети Александър“, V степен.